# Мортен Бакке
Мортен Бакке (норв. Morten Bakke, нар. 16 грудня 1968, Хедален) — норвезький футболіст, що грав на позиції воротаря.
Виступав, зокрема, за «Молде», а також національну збірну Норвегії.

## Клубна кар'єра
У дорослому футболі дебютував 1991 року виступами за «Молде», в якому провів одинадцять сезонів, взявши участь у 260 матчах чемпіонату. Більшість часу, проведеного у складі «Молде», був основним голкіпером команди і за цей час тричі ставав віце-чемпіоном Норвегії (1995, 1998 і 1999). У 1994 році Бакке разом з командою виграв Кубок Норвегії, обігравши у фінальному матчі «Люн» з рахунком 3:2. Крім того у другій половині 1998 року Бакке перебував на правах оренди в англійському «Вімблдона», але програв конкуренцію шотландцю Нілу Саллівану і через півроку він повернувся в «Мольде», так і не зігравши жодного матчу в Прем'єр-лізі.
У 2001 році норвезький воротар перейшов у «Волеренгу», де провів два сезони і допоміг у другому з них виграти Кубок Норвегії.
Згодом протягом сезонів 2003 та 2004 років грав за «Рауфосс» з другого дивізіону.
Завершив професійну ігрову кар'єру у клубі «Генефосс», де виступав протягом сезону 2005 року.

## Виступи за збірні
4 лютого 2000 року дебютував в офіційних іграх у складі національної збірної Норвегії у матчі проти Швеції (1:1).
У складі збірної був учасником чемпіонату Європи 2000 року у Бельгії та Нідерландах, де був третім воротарем збірної, тому жодного разу не виходив на поле. У 2001 році норвезький футболіст другий раз вийшов у складі Норвегії в товариському матчі проти Південної Кореї (3:2). Більше Бакке в збірну Норвегії не призивався.

## Титули і досягнення
- Володар Кубка Норвегії: 1994, 2002
- Воротар року в Норвегії: 1995